# Reinhard Dohrn
Reinhard Dohrn (* 13. März 1880 in Neapel; † 14. Dezember 1962 in Rom) war ein deutscher Zoologe. Von 1909 bis 1954 war er der Leiter der Zoologischen Station Neapel.

## Werdegang
Dohrn wurde als Sohn des Zoologen Anton Dohrn geboren. 1899 machte er das Abitur am Wilhelmsgymnasium München. Nach dem Tod des Vaters im September 1909 übernahm er die Leitung der von seinem Vater begründeten zoologischen Station in Neapel. Mit dem Kriegseintritt Italiens emigrierte er 1915 nach Zürich. Als er 1921 wieder nach Neapel zurückkehrte, waren sowohl seine private Villa als auch die Zoologische Station beschlagnahmt. Erst nach sechsjähriger Auseinandersetzung mit den Behörden, bei denen ihn der Philosoph Benedetto Croce unterstützte, konnte er in das Institut zurückkehren, allerdings nicht mehr als der Besitzer, sondern als angestellter Direktor.

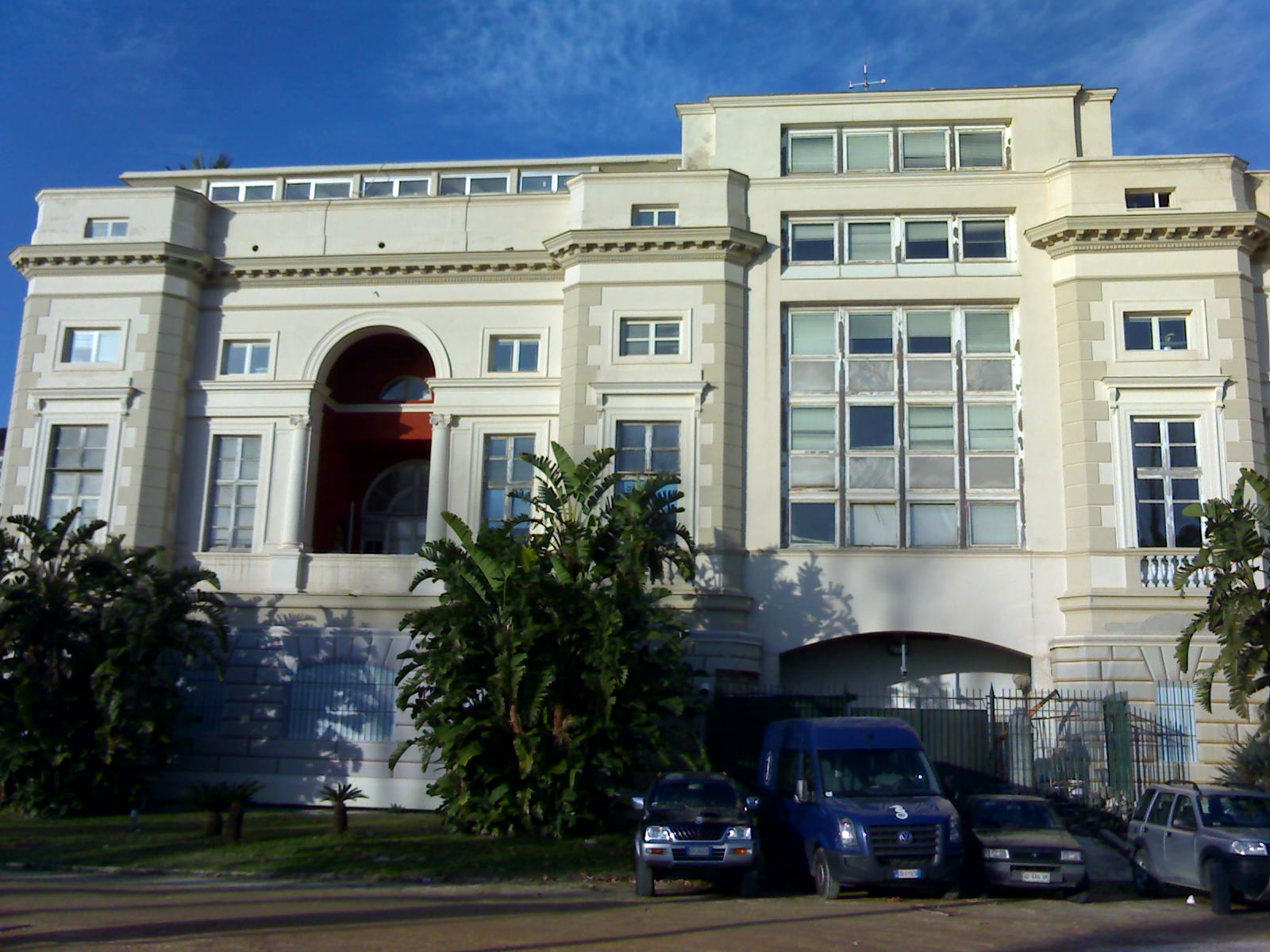
Zoologische Station, Neapel, 2005

Auch nach der Landung der Alliierten 1943 in Sizilien und der Absetzung Mussolinis konnte Dohrn als Direktor des Instituts in Neapel bleiben, allerdings hatte er mit vielen Problemen zu kämpfen. Seine private Villa wurde bei Luftangriffen auf Neapel beschädigt, während das Institut weitgehend unbehelligt blieb, aber mit wirtschaftlichen Schwierigkeiten zu kämpfen hatte. In den letzten Kriegstagen ging er mit seiner Familie nach Sorrent, die Arbeit des Instituts wurde von seinen italienischen Mitarbeitern weitergeführt. Allerdings gerieten die Wasserbecken mit der Meeresfauna durch die Zerstörung des Neapolitaner Elektrizitätswerks in Gefahr und konnten nur mit Mühe durch institutseigene Generatoren funktionsfähig gehalten werden. Nach einer kurzen Zeit der Beschlagnahmung durch die Amerikaner wurde die wissenschaftliche Arbeit, auch mit Hilfe von Geldern der Royal Society of London, der Rockefeller-Stiftung, der UNESCO und von Zuschüssen der amerikanischen Militärregierung fortgesetzt.
Nach dem Krieg veranstaltete das Institut unter seiner Leitung 1948, 1949, 1951 und 1953 Tagungen zu Themen der Meeresbiologie. 1954 übergab er die Leitung des Instituts an seinen Sohn Peter Dohrn.

## Ehrungen
- 1934: Leibniz-Medaille
- 1953: Großes Verdienstkreuz mit Stern der Bundesrepublik Deutschland